# Zagreb västra station
Zagreb västra station (kroatiska: Zagreb zapadni kolodvor) är en järnvägsstation i  Zagreb i Kroatien. Stationen ligger i stadsdelen Črnomerec och är Zagrebs näst största järnvägsstation. Den ligger i direkt anslutning till Zagrebs spårvägars nordligaste vändslinga och betjänas av Zagrebs pendeltåg och vissa regionaltåg. 

## Historia
Under 1800-talets andra hälft anlades järnväg mellan Zidani most, Zagreb, Sisak och flodhamnen Galdovo. Zagrebs västra station uppfördes som en del av detta projekt. Den 1 oktober 1862 öppnades järnvägen för trafik. För uppförandet av järnvägen och stationshuset stod Österrikiska sydbanan och den nya stationsbyggnaden kallades initialt för Agram Südbahnhof (Zagreb södra station). 1862-1892, då Zagrebs centralstation ännu inte var uppförd, utgjorde den dåvarande Södra stationen stadens främsta järnvägsstation. I samband med ägarförändringar den 1 januari 1924 fick stationen ett nytt namn, nämligen Zagreb Sava. 1943 fick stationen sitt nuvarande namn.

## Stationshuset
Järnvägsstationen renoverades under 2003-2007 och inrymmer numera biljetthall, HŽ:s kundservice, gångtunnel under järnvägsspåren och en mindre restaurang. Vid utgången mot vägen finns även en kiosk där ZET säljer färdbevis till spårvagnarna. 

## Trafik
Zagreb västra station har fyra resandespår och betjänas av Zagrebs pendeltåg och vissa regionaltåg. Fjärr- och snabbtåg (brzi vlak) stannar inte vid stationen. 

### Fotnoter
1. 1 2  Posta.hr Arkiverad 18 maj 2015 hämtat från the Wayback Machine. - Kroatiska postens officiella webbplats (engelska)